# تآصل الحديد

منحني الحديد - الكربون، حيث يظهر الأطوار التي يتواجد عليها الحديد في سبائك الصلب الكربوني.

يمثل الحديد أفضل مثال لظاهرة التآصل في المعادن، فالحديد يتواجد في ثلاثة أطوار تآصلية وهي ( α-Fe ، γ-Fe ، δ-Fe ).
يبدأ الحديد المصهور في التجمد عند 1538 درجة مئوية مكونة بللورات من الحديد في طور δ-Fe ، وهي ذات نظام بلوري مكعب به ذرة حديد تتوسط المكعب (بالإنجليزية: body-centered cubic)‏. وعندما يبرد الحديد عند أقل من 1394 درجة مئوية، تعيد الذرات ترتيب نفسها ليصبح في طور γ-Fe ذو النظام البللوري المكعب الذي به ذرات حديد تتوسط أوجه المكعب (بالإنجليزية: face-centered cubic)‏، والذي يعرف بالأوستنيت. وعند 912 درجة مئوية، يعود الحديد إلى النظام البللوري المكعب الذي به ذرة حديد تتوسط المكعب، ولكن في طور α-Fe ، والذي يعرف بالفيريت، وعند 770 درجة مئوية، يصبح الحديد مغناطيسياً.
تزداد أهمية الحديد عندما يتسابك مع المعادن الأخرى ومع الكربون لتشكيل سبائك الصلب، فهناك أنواع عديدة من سبائك الصلب تختلف جذرياً عن بعضها البعض في الخصائص، ويعد فهم ظاهرة التآصل في الحديد هو المفتاح لإنتاج سبائك صلب ذات خصائص محددة للأغراض المختلفة.
يعد الفيريت هو الطور الأكثر استقرارا للحديد في درجات الحرارة العادية، وهو معدن ضعيف ولا تقبل بالتسابك إلا مع تركيزات صغيرة من الكربون (ما لا يزيد عن 0.021 % من وزن السبيكة عند 910 درجة مئوية). فوق 912 درجة مئوية وحتى 1400 درجة مئوية، يتحول الحديد تدريجياً من طور الفيريت إلى طور الأوستنيت، وهو طور ضعيف أيضاً، ولكنه أقوى من الفيريت، كما أنه يمكنه التسابك مع تركيزات من الكربون تصل إلى 2.04 % من وزن السبيكة عند 1146 درجة مئوية. ويستخدم هذا الطور من الحديد في إنتاج الصلب الذي لا يصدأ، والذي يستخدم في صناعة أدوات المائدة والمستشفيات ومعدات الصناعات الغذائية.
قديماً، كان يطلق على طور الحديد المتواجد بين 770 و912 درجة مئوية، حيث لا يكون الحديد مغناطيسياً طور (β-Fe). أما الآن، فلا يعتبر الانتقال المغناطيسي عند 770 درجة مئوية مرحلة انتقالية، وألغيت تسمية (β-Fe).